# Rallye-Weltmeisterschaft 1981
Die Rallye-Weltmeisterschaft 1981 war die neunte von der Fédération Internationale de l’Automobile (FIA) organisierte Rallye-Weltmeisterschaft. Sie wurde in der Zeit vom 24. Januar bis zum 25. November in zwölf Wertungsläufen ausgetragen. Talbot konnte die Herstellerwertung für sich entscheiden. Zum dritten Mal wurde ein offizieller Fahrerweltmeister ermittelt. Walter Röhrl trat als amtierender Weltmeister von 1980 nicht an, da sein neuer Vertragspartner Mercedes-Benz kurz vor der Monte Carlo-Rallye ausstieg. Der Finne Ari Vatanen gewann die Weltmeisterschaft 1981 mit einem Ford Escort RS 1800.

## Fahrzeuge

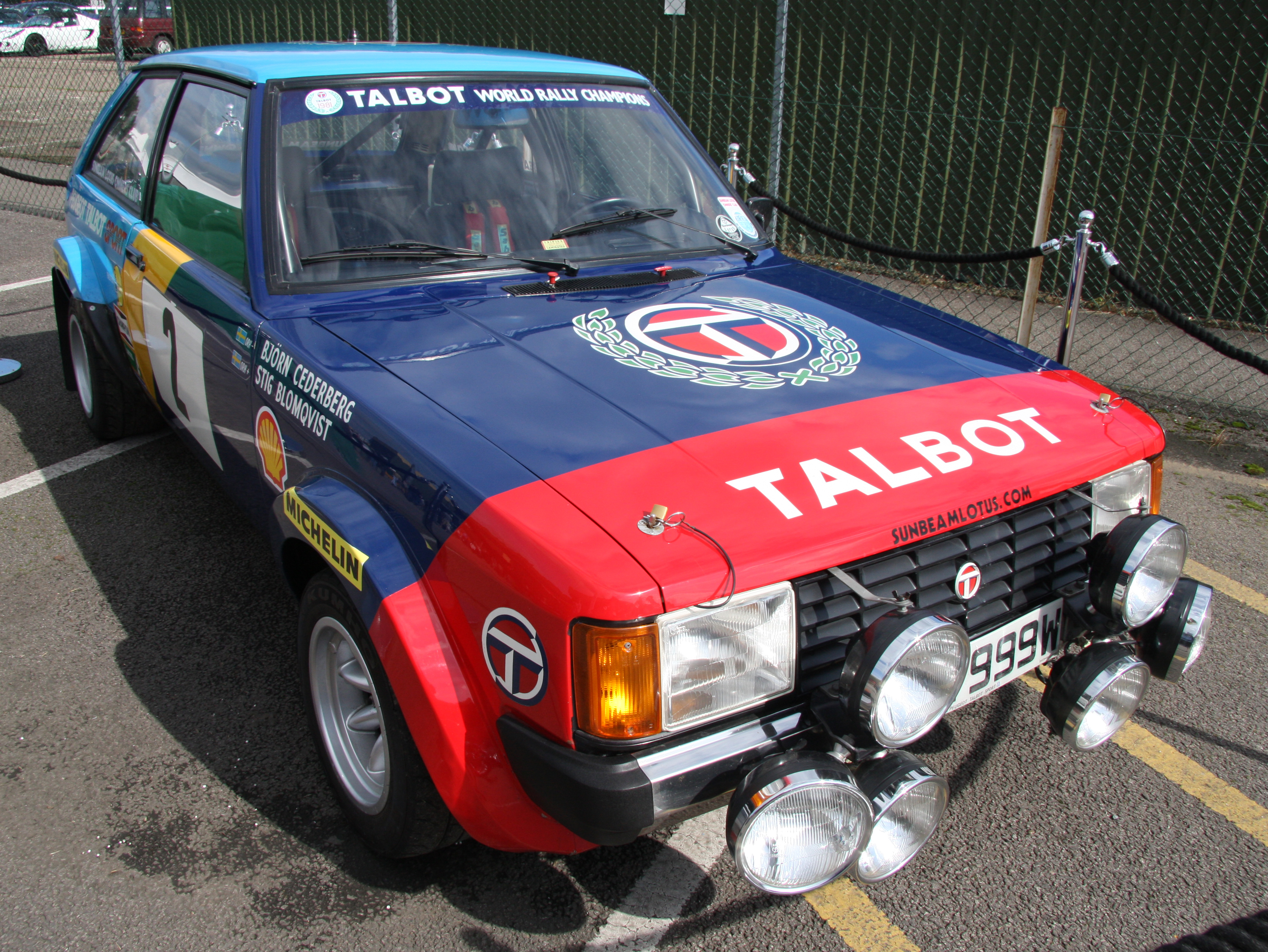
Talbot Sunbeam Lotus
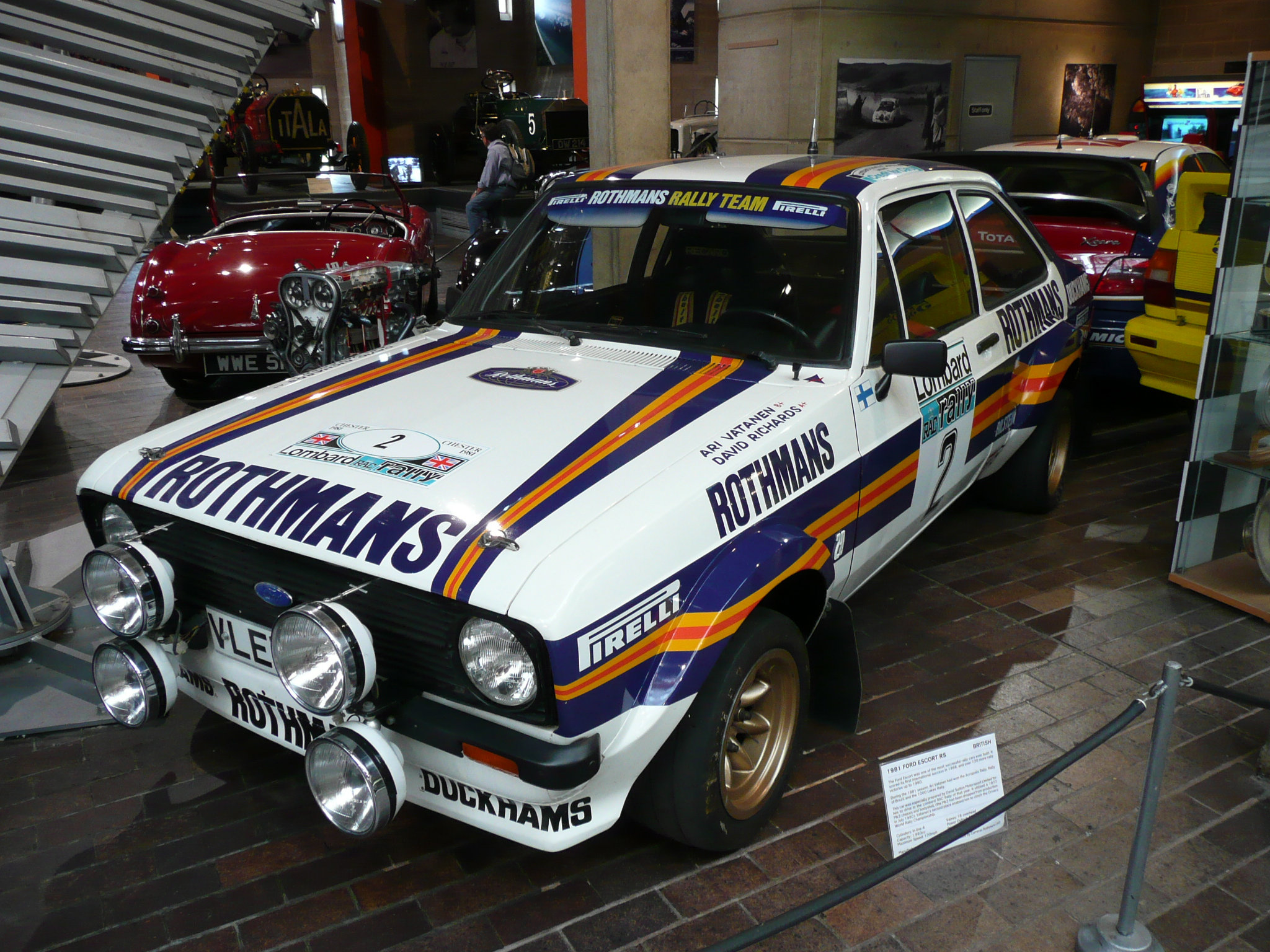
Ford Escort RS
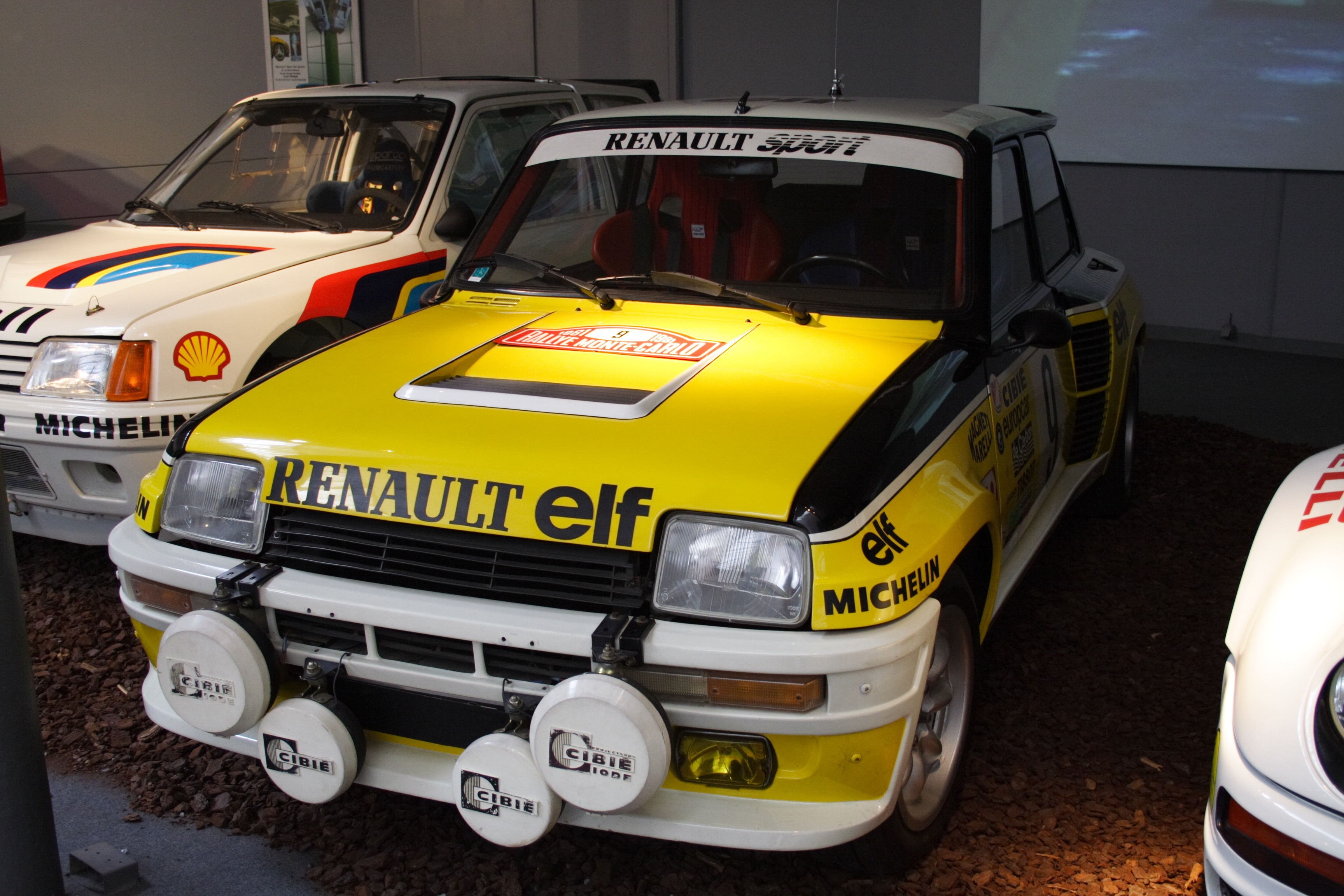
Renault 5
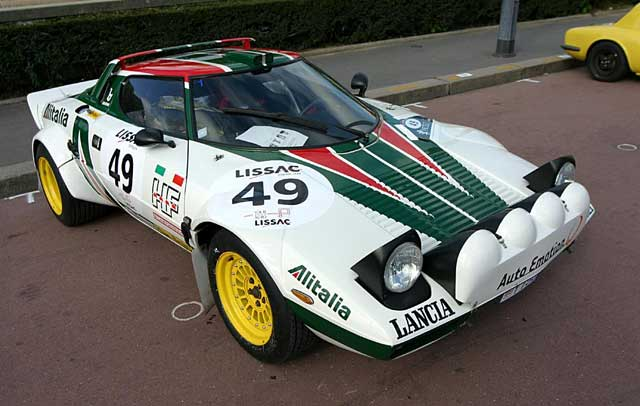
Lancia Stratos HF
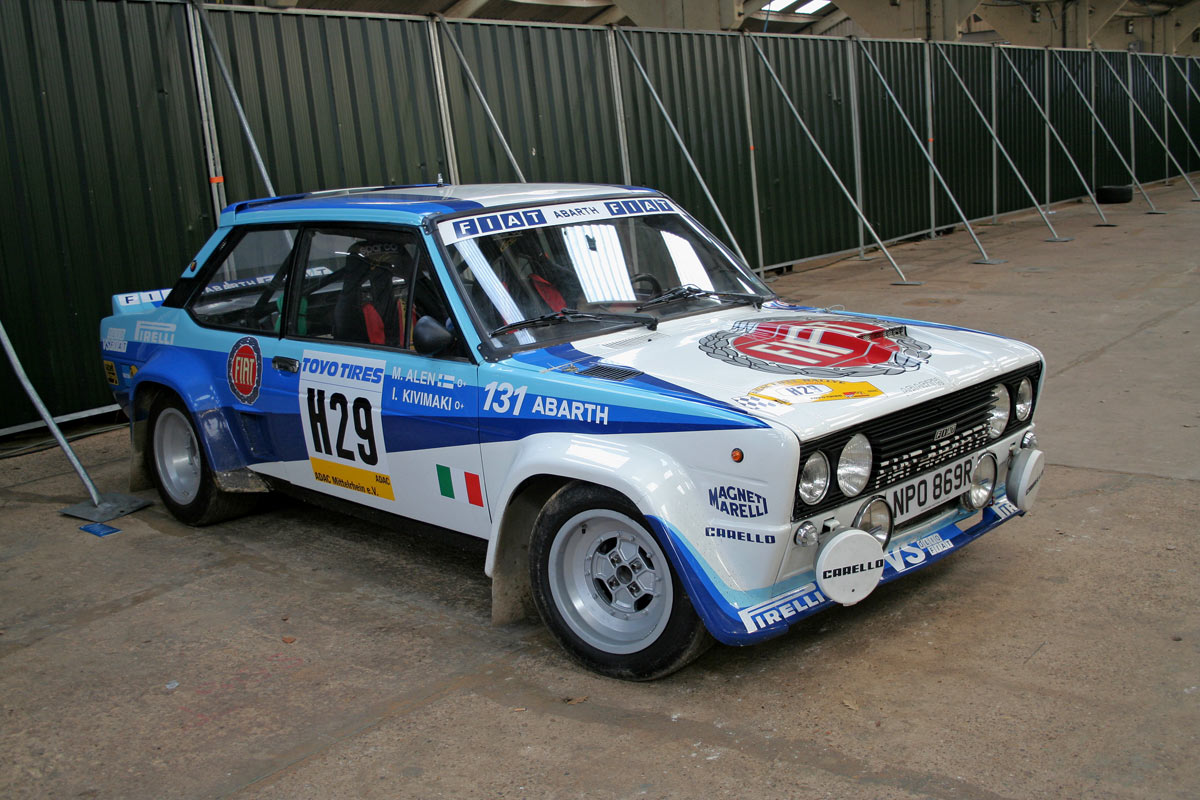
Fiat 131 Abarth

## Teams und Fahrer
| Team                                     | Hersteller | Auto                            | Fahrer            | Beifahrer               | Rallye              |
| ---------------------------------------- | ---------- | ------------------------------- | ----------------- | ----------------------- | ------------------- |
| Fiat Auto Torino                         | Fiat       | Fiat 131 Abarth Ritmo 75 Abarth | Markku Alén       | Ilkka Kivimäki          | 1, 3, 6, 9–10       |
| Fiat Auto Torino                         | Fiat       | Fiat 131 Abarth Ritmo 75 Abarth | Attilio Bettega   | Maurizio Perissinot     | 1, 3, 6, 10         |
| Fiat Auto Torino                         | Fiat       | Fiat 131 Abarth Ritmo 75 Abarth | Dario Cerrato     | Luciano Guizzardi       | 1, 3, 10            |
| Team Datsun Europe                       | Datsun     | Nissan Stanza 160J Violet GT    | Timo Salonen      | Seppo Harjanne          | 3–7, 9–12           |
| Team Datsun Europe                       | Datsun     | Nissan Stanza 160J Violet GT    | Shekhar Mehta     | Mike Doughty            | 4, 11               |
| Team Datsun Europe                       | Datsun     | Nissan Stanza 160J Violet GT    | Shekhar Mehta     | Yvonne Mehta            | 6–7                 |
| Team Datsun Europe                       | Datsun     | Nissan Stanza 160J Violet GT    | Tony Pond         | Ian Grindrod            | 3, 5, 10            |
| Team Datsun Europe                       | Datsun     | Nissan Stanza 160J Violet GT    | Rauno Aaltonen    | Lofry Drews             | 4                   |
| Team Datsun Europe                       | Datsun     | Nissan Stanza 160J Violet GT    | Mike Kirkland     | Dave Haworth            | 4                   |
| Team Datsun Europe                       | Datsun     | Nissan Stanza 160J Violet GT    | Iórgos Moschous   | Alexandros Konstantakos | 6                   |
| Team Datsun Europe                       | Datsun     | Nissan Stanza 160J Violet GT    | Ricardo Zunino    | Raúl Campana            | 7                   |
| Team Datsun Europe                       | Datsun     | Nissan Stanza 160J Violet GT    | Jorge Recalde     | Jorge del Buono         | 7                   |
| Team Datsun Europe                       | Datsun     | Nissan Stanza 160J Violet GT    | Michel Mitri      | Marcel Copetti          | 11                  |
| Rothmans Rally Team                      | Ford       | Escort RS1800                   | Ari Vatanen       | David Richards          | 1-3, 6–12           |
| Rothmans Rally Team                      | Ford       | Escort RS1800                   | Pentti Airikkala  | Risto Virtanen          | 2, 9                |
| Rothmans Rally Team                      | Ford       | Escort RS1800                   | Pentti Airikkala  | Phil Short              | 12                  |
| Rothmans Rally Team                      | Ford       | Escort RS1800                   | Malcolm Wilson    | Terry Harryman          | 3, 6, 12            |
| Rothmans Rally Team                      | Ford       | Escort RS1800                   | John Taylor       | John Spiller            | 11                  |
| Opel Euro Händler Team / Publimmo Racing | Opel       | Opel Ascona 400                 | Jochi Kleint      | Gunter Wanger           | 1, 4, 6             |
| Opel Euro Händler Team / Publimmo Racing | Opel       | Opel Ascona 400                 | Anders Kulläng    | Bruno Berglund          | 1–4                 |
| Talbot                                   | Talbot     | Sunbeam Lotus                   | Guy Fréquelin     | Jean Todt               | 1, 3, 5–8, 10, 12   |
| Talbot                                   | Talbot     | Sunbeam Lotus                   | Henri Toivonen    | Fred Gallagher          | 1, 3, 5–6, 9–10, 12 |
| Talbot                                   | Talbot     | Sunbeam Lotus                   | Stig Blomqvist    | Björn Cederberg         | 9, 12               |
| Toyota Team Europe                       | Toyota     | Toyota Celica 2000GT            | Björn Waldegård   | Hans Thorszelius        | 3, 5–6, 9, 11–12    |
| Toyota Team Europe                       | Toyota     | Toyota Celica 2000GT            | Per Eklund        | Ragnar Spjuth           | 3, 11–12            |
| Toyota Team Europe                       | Toyota     | Toyota Celica 2000GT            | Per Eklund        | Jan-Olof Bohlin         | 5                   |
| Toyota Team Europe                       | Toyota     | Toyota Celica 2000GT            | Per Eklund        | Björn Cederberg         | 6                   |
| Toyota Team Europe                       | Toyota     | Toyota Celica 2000GT            | Tapio Rainio      | Erkki Nyman             | 9                   |
| Toyota Team Europe                       | Toyota     | Toyota Celica 2000GT            | Samir Assef       | Jacques Jaubert         | 11                  |
| Renault Sport Elf                        | Renault    | 5 Turbo                         | Jean Ragnotti     | Jean-Marc Andrié        | 1, 5                |
| Renault Sport Elf                        | Renault    | 5 Turbo                         | Jean Ragnotti     | Martin Holmes           | 12                  |
| Mitsubishi Team Ralliart                 | Mitsubishi | Lancer Turbo                    | Anders Kulläng    | Bruno Berglund          | 6, 9, 12            |
| Mitsubishi Team Ralliart                 | Mitsubishi | Lancer Turbo                    | Andrew Cowan      | Johnstone Syer          | 6                   |
| Mitsubishi Team Ralliart                 | Mitsubishi | Lancer Turbo                    | Andrew Cowan      | Derek Tucker            | 12                  |
| Mitsubishi Team Ralliart                 | Mitsubishi | Lancer Turbo                    | Kyösti Hämäläinen | Tapio Vanhala           | 9                   |
| Mitsubishi Team Ralliart                 | Mitsubishi | Lancer Turbo                    | Antero Laine      | Juha Piironen           | 9                   |
| Audi Sport                               | Audi       | Audi quattro                    | Hannu Mikkola     | Arne Hertz              | 1-3, 5–6, 9–10, 12  |
| Audi Sport                               | Audi       | Audi quattro                    | Michèle Mouton    | Fabrizia Pons           | 1, 3, 5–6, 9–10, 12 |
| Audi Sport                               | Audi       | Audi quattro                    | Franz Wittmann    | Kurt Nestinger          | 6, 9                |
| Audi Sport                               | Audi       | Audi quattro                    | Michele Cinotto   | Emilio Radaelli         | 10                  |

## Kalender
Die eingetragenen Kilometer entsprechen der Distanz der Wertungsprüfungen. Die Distanz der Verbindungsstrecken zwischen den einzelnen WPs ist nicht enthalten (außer bei der Rallye Safari und Elfenbeinküste).
| Rallye                                          | Rang | Fahrer           | Fahrzeug              | Gesamtzeit Std:Min:Sek | Anzahl WP         | Länge      | Gestartet | im Ziel |
| ----------------------------------------------- | ---- | ---------------- | --------------------- | ---------------------- | ----------------- | ---------- | --------- | ------- |
| Rallye Monte Carlo 24. bis 30. Januar 1981      | 1.   | Jean Ragnotti    | Renault 5 Turbo       | 9:55:55                | 32                | 750 km     | 263       | 83      |
| Rallye Monte Carlo 24. bis 30. Januar 1981      | 2.   | Guy Fréquelin    | Talbot Sunbeam Lotus  | + 02:54                | 32                | 750 km     | 263       | 83      |
| Rallye Monte Carlo 24. bis 30. Januar 1981      | 3.   | Jochen Kleint    | Opel Ascona 400       | + 06:59                | 32                | 750 km     | 263       | 83      |
|                                                 |      |                  |                       |                        |                   |            |           |         |
| Rallye Schweden 13. bis 15. Februar 1981        | 1.   | Hannu Mikkola    | Audi Quattro          | 3:48:07                | 25                | 369,00 km  | 116       | 73      |
| Rallye Schweden 13. bis 15. Februar 1981        | 2.   | Ari Vatanen      | Ford Escort RS1800    | + 01:53                | 25                | 369,00 km  | 116       | 73      |
| Rallye Schweden 13. bis 15. Februar 1981        | 3.   | Pentti Airikkala | Ford Escort RS1800    | + 03:40                | 25                | 369,00 km  | 116       | 73      |
|                                                 |      |                  |                       |                        |                   |            |           |         |
| Rallye Portugal 4. bis 7. März 1981             | 1.   | Markku Alén      | Fiat 131 Abarth       | 8:27:26                | 46                | 678,00 km  | 95        | 24      |
| Rallye Portugal 4. bis 7. März 1981             | 2.   | Henri Toivonen   | Talbot Sunbeam Lotus  | + 09:11                | 46                | 678,00 km  | 95        | 24      |
| Rallye Portugal 4. bis 7. März 1981             | 3.   | Björn Waldegård  | Toyota Celica 2000 GT | + 16:21                | 46                | 678,00 km  | 95        | 24      |
|                                                 |      |                  |                       |                        |                   |            |           |         |
| Safari Rallye 16. bis 20. April 1981            | 1.   | Shekhar Mehta    | Datsun Violet GT      | 3:39:00                | 77 Zeitkontrollen | 5209 km    | 70        | 21      |
| Safari Rallye 16. bis 20. April 1981            | 2.   | Rauno Aaltonen   | Datsun Violet GT      | + 0:03:44              | 77 Zeitkontrollen | 5209 km    | 70        | 21      |
| Safari Rallye 16. bis 20. April 1981            | 3.   | Mike Kirkland    | Datsun 160J           | + 1:12:00              | 77 Zeitkontrollen | 5209 km    | 70        | 21      |
|                                                 |      |                  |                       |                        |                   |            |           |         |
| Rallye Frankreich 30. April bis 2. Mai 1981     | 1.   | Bernard Darniche | Lancia Stratos HF     | 14:26:23               | 24                | 1144,60 km | 120       | 42      |
| Rallye Frankreich 30. April bis 2. Mai 1981     | 2.   | Guy Fréquelin    | Talbot Sunbeam Lotus  | + 16:02                | 24                | 1144,60 km | 120       | 42      |
| Rallye Frankreich 30. April bis 2. Mai 1981     | 3.   | Tony Pond        | Datsun Violet GT      | + 19:06                | 24                | 1144,60 km | 120       | 42      |
|                                                 |      |                  |                       |                        |                   |            |           |         |
| Rallye Griechenland 1. bis 4. Juni 1981         | 1.   | Ari Vatanen      | Ford Escort RS1800    | 13:17:25               | 57                | 995,59 km  | 133       | 23      |
| Rallye Griechenland 1. bis 4. Juni 1981         | 2.   | Markku Alén      | Fiat 131 Abarth       | + 04:35                | 57                | 995,59 km  | 133       | 23      |
| Rallye Griechenland 1. bis 4. Juni 1981         | 3.   | Attilio Bettega  | Fiat 131 Abarth       | + 07:54                | 57                | 995,59 km  | 133       | 23      |
|                                                 |      |                  |                       |                        |                   |            |           |         |
| Rallye Argentinien 18. bis 23. Juli 1981        | 1.   | Guy Fréquelin    | Talbot Sunbeam Lotus  | 14:22:52               | 18                | 1346,60 km | 80        | 26      |
| Rallye Argentinien 18. bis 23. Juli 1981        | 2.   | Shekhar Mehta    | Datsun Violet GT      | + 38:52                | 18                | 1346,60 km | 80        | 26      |
| Rallye Argentinien 18. bis 23. Juli 1981        | 3.   | Jorge Recalde    | Datsun 160J           | + 1:31:27              | 18                | 1346,60 km | 80        | 26      |
|                                                 |      |                  |                       |                        |                   |            |           |         |
| Rallye Brasilien 6. bis 8. August 1981          | 1.   | Ari Vatanen      | Ford Escort RS1800    | 9:39:40                | 20                | 714,00 km  | 76        | 9       |
| Rallye Brasilien 6. bis 8. August 1981          | 2.   | Guy Fréquelin    | Talbot Sunbeam        | + 08:31                | 20                | 714,00 km  | 76        | 9       |
| Rallye Brasilien 6. bis 8. August 1981          | 3.   | Domingo De Vitta | Ford Escort           | + 40:06                | 20                | 714,00 km  | 76        | 9       |
|                                                 |      |                  |                       |                        |                   |            |           |         |
| Rallye Finnland 28. bis 30. August 1981         | 1.   | Ari Vatanen      | Ford Escort RS1800    | 4:07:27                | 46                | 453,09 km  | 146       | 66      |
| Rallye Finnland 28. bis 30. August 1981         | 2.   | Markku Alén      | Fiat 131 Abarth       | + 00:59                | 46                | 453,09 km  | 146       | 66      |
| Rallye Finnland 28. bis 30. August 1981         | 3.   | Hannu Mikkola    | Audi Quattro          | + 02:52                | 46                | 453,09 km  | 146       | 66      |
|                                                 |      |                  |                       |                        |                   |            |           |         |
| Rallye Sanremo 5. bis 10. Oktober 1981          | 1.   | Michèle Mouton   | Audi Quattro          | 8:05:50                | 59                | 751,00 km  | 63        | 27      |
| Rallye Sanremo 5. bis 10. Oktober 1981          | 2.   | Henri Toivonen   | Talbot Sunbeam Lotus  | + 03:25                | 59                | 751,00 km  | 63        | 27      |
| Rallye Sanremo 5. bis 10. Oktober 1981          | 3.   | Antonio Fassina  | Opel Ascona 400       | + 06:18                | 59                | 751,00 km  | 63        | 27      |
|                                                 |      |                  |                       |                        |                   |            |           |         |
| Rallye Elfenbeinküste 26. bis 31. Oktober 1981  | 1.   | Timo Salonen     | Datsun Violet GT      | 9:57:00                | 56 Zeitkontrollen | 5087 km    | 51        | 9       |
| Rallye Elfenbeinküste 26. bis 31. Oktober 1981  | 2.   | Per Eklund       | Toyota Celica 2000GT  | + 1:12:00              | 56 Zeitkontrollen | 5087 km    | 51        | 9       |
| Rallye Elfenbeinküste 26. bis 31. Oktober 1981  | 3.   | Shekhar Mehta    | Datsun Violet GT      | + 1:25:00              | 56 Zeitkontrollen | 5087 km    | 51        | 9       |
|                                                 |      |                  |                       |                        |                   |            |           |         |
| Rallye Großbritannien 22. bis 25. November 1981 | 1.   | Hannu Mikkola    | Audi Quattro          | 8:30:00                | 65                | 722,00 km  | 151       | 54      |
| Rallye Großbritannien 22. bis 25. November 1981 | 2.   | Ari Vatanen      | Ford Escort RS1800    | + 11:05                | 65                | 722,00 km  | 151       | 54      |
| Rallye Großbritannien 22. bis 25. November 1981 | 3.   | Stig Blomqvist   | Talbot Sunbeam Lotus  | + 13:36                | 65                | 722,00 km  | 151       | 54      |

| Farbe  | Untergrund |
| ------ | ---------- |
| Gold   | Schotter   |
| Silber | Asphalt    |
| Blau   | Eis/Schnee |
| Bronze | Gemischt   |

## Klassifikationen
| Rang   | 1  | 2  | 3  | 4  | 5 | 6 | 7 | 8 | 9 | 10 |
| Punkte | 20 | 15 | 12 | 10 | 8 | 6 | 4 | 3 | 2 | 1  |

### Fahrerwertung
| Rang | Fahrer                 | MON | SWE | POR | KEN | FRA | GRE | ARG | BRA | FIN | ITA | CIV | GBR | Punkte |
| ---- | ---------------------- | --- | --- | --- | --- | --- | --- | --- | --- | --- | --- | --- | --- | ------ |
| 1    | Ari Vatanen            | –   | 15  | –   | –   | –   | 20  | –   | 20  | 20  | 4   | 2   | 15  | 96     |
| 2    | Guy Fréquelin          | 15  | –   | 6   | –   | 15  | 10  | 20  | 15  | –   | –   | 8   | –   | 89     |
| 3    | Hannu Mikkola          | –   | 20  | –   | –   | –   | –   | –   | –   | 12  | 10  | –   | 20  | 62     |
| 4    | Markku Alén            | 4   | –   | 20  | –   | –   | 15  | –   | –   | 15  | 2   | –   | –   | 56     |
| 5    | Shekhar Mehta          | –   | –   | –   | 20  | –   | 8   | 15  | –   | –   | –   | 12  | –   | 55     |
| 6    | Timo Salonen           | –   | –   | –   | 10  | –   | –   | –   | –   | 10  | –   | 20  | –   | 40     |
| 7    | Henri Toivonen         | 8   | –   | 15  | –   | –   | –   | –   | –   | –   | 15  | –   | –   | 38     |
| 8    | Michèle Mouton         | –   | –   | 10  | –   | –   | –   | –   | –   | –   | 20  | –   | –   | 30     |
| 9    | Pentti Airikkala       | –   | 12  | –   | –   | –   | –   | –   | –   | 8   | –   | –   | 10  | 30     |
| 10   | Per Eklund             | –   | 2   | –   | –   | 6   | –   | –   | –   | –   | –   | 15  | 6   | 29     |
| 11   | Jean Ragnotti          | 20  | –   | –   | –   | –   | –   | –   | –   | –   | –   | –   | 8   | 28     |
| 12   | Bernard Darniche       | 6   | –   | –   | –   | 20  | –   | –   | –   | –   | –   | –   | –   | 26     |
| 13   | Stig Blomqvist         | –   | 8   | –   | –   | –   | –   | –   | –   | 3   | –   | –   | 12  | 23     |
| 14   | Jorge Recalde          | –   | –   | –   | –   | –   | –   | 12  | 10  | –   | –   | –   | –   | 22     |
| 15   | Anders Kulläng         | 10  | 10  | –   | –   | –   | –   | –   | –   | –   | –   | –   | 2   | 22     |
| 16   | Jochi Kleint           | 12  | –   | –   | 8   | –   | –   | –   | –   | –   | –   | –   | –   | 20     |
| 16   | Tony Pond              | –   | –   | 8   | –   | 12  | –   | –   | –   | –   | –   | –   | –   | 20     |
| 18   | Björn Waldegård        | 3   | –   | 12  | –   | –   | –   | –   | –   | 2   | –   | –   | –   | 17     |
| 19   | Rauno Aaltonen         | –   | –   | –   | 15  | –   | –   | –   | –   | –   | –   | –   | –   | 15     |
| 20   | Mike Kirkland          | –   | –   | –   | 12  | –   | –   | –   | –   | –   | –   | –   | –   | 12     |
| 20   | Attilio Bettega        | –   | –   | –   | –   | –   | 12  | –   | –   | –   | –   | –   | –   | 12     |
| 20   | Domingo De Vitta       | –   | –   | –   | –   | –   | –   | –   | 12  | –   | –   | –   | –   | 12     |
| 20   | Antonio Fassina        | –   | –   | –   | –   | –   | –   | –   | –   | –   | 12  | –   | –   | 12     |
| 24   | Björn Johansson        | –   | 6   | –   | –   | –   | –   | –   | –   | 6   | –   | –   | 0   | 12     |
| 25   | Terry Kaby             | –   | –   | –   | –   | 8   | –   | –   | –   | –   | –   | –   | 3   | 11     |
| 26   | Jean-Pierre Ballet     | –   | –   | –   | –   | 10  | –   | –   | –   | –   | –   | –   | –   | 10     |
| 26   | Ernesto Soto           | –   | –   | –   | –   | –   | –   | 10  | –   | –   | –   | –   | –   | 10     |
| 26   | Michel Mitri           | –   | –   | –   | –   | –   | –   | –   | –   | –   | –   | 10  | –   | 10     |
| 29   | Ricardo Albertengo     | –   | –   | –   | –   | –   | –   | 8   | –   | –   | –   | –   | –   | 10     |
| 29   | Carlos Torres          | –   | –   | –   | –   | –   | –   | –   | 8   | –   | –   | –   | –   | 8      |
| 29   | Luigi Battistolli      | –   | –   | –   | –   | –   | –   | –   | –   | –   | 8   | –   | –   | 8      |
| 32   | Lasse Lampi            | –   | 4   | –   | –   | –   | –   | –   | –   | 4   | –   | –   | –   | 8      |
| 33   | Jean-Claude Lefèbvre   | –   | –   | –   | 6   | –   | –   | –   | –   | –   | –   | –   | –   | 6      |
| 33   | Iórgos Moschous        | –   | –   | –   | –   | –   | 6   | –   | –   | –   | –   | –   | –   | 6      |
| 33   | Luis Etchegoyen        | –   | –   | –   | –   | –   | –   | 6   | –   | –   | –   | –   | –   | 6      |
| 33   | Gustavo Trelles        | –   | –   | –   | –   | –   | –   | –   | 6   | –   | –   | –   | –   | 6      |
| 33   | Miki Biasion           | –   | –   | –   | –   | –   | –   | –   | –   | –   | 6   | –   | –   | 6      |
| 33   | Alain Ambrosino        | –   | –   | –   | 0   | –   | –   | –   | –   | –   | –   | 6   | –   | 6      |
| 39   | Sören Nilsson          | –   | –   | –   | –   | –   | –   | 1   | 4   | –   | –   | –   | –   | 5      |
| 39   | Horacio Maglione       | –   | 1   | –   | –   | –   | –   | –   | –   | –   | –   | –   | 4   | 5      |
| 41   | Rafael Cid             | –   | –   | 4   | –   | –   | –   | –   | –   | –   | –   | –   | –   | 4      |
| 41   | Yoshio Iwashita        | –   | –   | –   | 4   | –   | –   | –   | –   | –   | –   | –   | –   | 4      |
| 41   | Jean-Michel Tichadou   | –   | –   | –   | –   | 4   | –   | –   | –   | –   | –   | –   | –   | 4      |
| 41   | Kóstas Apostolou       | –   | –   | –   | –   | –   | 4   | –   | –   | –   | –   | –   | –   | 4      |
| 41   | Federico West          | –   | –   | –   | –   | –   | –   | 4   | –   | –   | –   | –   | –   | 4      |
| 41   | Samir Assef            | –   | –   | –   | –   | –   | –   | –   | –   | –   | –   | 4   | –   | 4      |
| 47   | Ola Strömberg          | –   | 3   | –   | –   | –   | –   | –   | –   | –   | –   | –   | –   | 3      |
| 47   | Manuel Queirós Pereira | –   | –   | 3   | –   | –   | –   | –   | –   | –   | –   | –   | –   | 3      |
| 47   | Jayant Shah            | –   | –   | –   | 3   | –   | –   | –   | –   | –   | –   | –   | –   | 3      |
| 47   | Gérard Swaton          | –   | –   | –   | –   | 3   | –   | –   | –   | –   | –   | –   | –   | 3      |
| 47   | Václav Blahna          | –   | –   | –   | –   | –   | 3   | –   | –   | –   | –   | –   | –   | 3      |
| 47   | Luís Romero            | –   | –   | –   | –   | –   | –   | 3   | –   | –   | –   | –   | –   | 3      |
| 47   | Julio Berges           | –   | –   | –   | –   | –   | –   | –   | 3   | –   | –   | –   | –   | 3      |
| 47   | Dario Cerrato          | 0   | –   | 0   | –   | –   | –   | –   | –   | –   | 3   | –   | –   | 3      |
| 47   | Jacques Durieu         | –   | –   | –   | –   | –   | –   | –   | –   | –   | –   | 3   | –   | 3      |
| 56   | Jacques Alméras        | 2   | –   | –   | –   | –   | –   | –   | –   | –   | –   | –   | –   | 2      |
| 56   | Joaquim Moutinho       | –   | –   | 2   | –   | –   | –   | –   | –   | –   | –   | –   | –   | 2      |
| 56   | Malcolm Smith          | –   | –   | –   | 2   | –   | –   | –   | –   | –   | –   | –   | –   | 2      |
| 56   | Camille Bartoli        | –   | –   | –   | –   | 2   | –   | –   | –   | –   | –   | –   | –   | 2      |
| 56   | Pavlos Moschoutis      | –   | –   | –   | –   | –   | 2   | –   | –   | –   | –   | –   | –   | 2      |
| 56   | Miguel Tubal           | –   | –   | –   | –   | –   | –   | 2   | –   | –   | –   | –   | –   | 2      |
| 56   | Maria Carmo Zacarias   | –   | –   | –   | –   | –   | –   | –   | 2   | –   | –   | –   | –   | 2      |
| 63   | Alain Coppier          | 1   | –   | –   | –   | –   | –   | –   | –   | –   | –   | –   | –   | 1      |
| 63   | Kenjirō Shinozuka      | –   | –   | 1   | –   | –   | –   | –   | –   | –   | –   | –   | –   | 1      |
| 63   | Rod Hall               | –   | –   | –   | 1   | –   | –   | –   | –   | –   | –   | –   | –   | 1      |
| 63   | Jean-Felix Farrucci    | –   | –   | –   | –   | 1   | –   | –   | –   | –   | –   | –   | –   | 1      |
| 63   | Claude Laurent         | 0   | –   | –   | –   | –   | 1   | –   | –   | 0   | –   | 0   | 0   | 1      |
| 63   | Antero Laine           | –   | –   | –   | –   | –   | –   | –   | –   | 1   | 0   | –   | 0   | 1      |
| 63   | Federico Ormezzano     | –   | –   | –   | –   | –   | –   | –   | –   | –   | 1   | –   | –   | 1      |
| 63   | Roger Clark            | –   | –   | –   | –   | –   | –   | –   | –   | –   | –   | –   | 1   | 1      |
| Rang | Fahrer                 | MON | SWE | POR | KEN | FRA | GRE | ARG | BRA | FIN | ITA | CIV | GBR | Punkte |

### Herstellerwertung
| Rang | Hersteller | MON | SWE | POR | KEN | FRA | GRE | ARG | BRA | FIN | ITA | CIV | GBR | Punkte |
| ---- | ---------- | --- | --- | --- | --- | --- | --- | --- | --- | --- | --- | --- | --- | ------ |
| 1    | Talbot     | 17  | –   | 17  | –   | 17  | 15  | 18  | –   | –   | 17  | –   | 16  | 117    |
| 2    | Datsun     | –   | –   | 13  | 18  | 15  | 13  | 17  | –   | 12  | –   | 18  | –   | 106    |
| 3    | Ford       | –   | –   | 9   | –   | 12  | 18  | –   | –   | 18  | 7   | –   | 16  | 80     |
| 4    | Opel       | 15  | –   | 11  | 12  | 8   | –   | –   | –   | 8   | 15  | –   | –   | 69     |
| 5    | Audi       | –   | –   | 13  | –   | –   | –   | –   | –   | 14  | 18  | –   | 18  | 63     |
| 6    | Fiat       | 8   | –   | 18  | –   | –   | 16  | –   | –   | 16  | 5   | –   | –   | 63     |
| 7    | Renault    | 18  | –   | –   | –   | 7   | 10  | 15  | –   | –   | –   | –   | 11  | 61     |
| 8    | Toyota     | –   | –   | 15  | –   | 11  | –   | –   | –   | 3   | –   | 16  | 9   | 54     |
| 9    | Peugeot    | –   | –   | –   | 10  | –   | 4   | 12  | –   | –   | –   | 11  | –   | 37     |
| 10   | Lancia     | 10  | –   | –   | –   | 18  | –   | –   | –   | –   | –   | –   | –   | 28     |
| 11   | Porsche    | 4   | –   | –   | –   | 15  | –   | –   | –   | –   | –   | –   | –   | 19     |
| 12   | Škoda      | –   | –   | –   | –   | –   | 8   | –   | –   | –   | –   | –   | –   | 8      |
| 13   | Dodge      | –   | –   | –   | 6   | –   | –   | –   | –   | –   | –   | –   | –   | 6      |
| 14   | Mitsubishi | –   | –   | –   | –   | –   | –   | –   | –   | 1   | –   | –   | 3   | 4      |
| Rang | Hersteller | MON | SWE | POR | KEN | FRA | GRE | ARG | BRA | FIN | ITA | CIV | GBR | Punkte |